# ヨアビス・メディーナ
- ヨエルヴィス・メディーナ

ヨアビス・ホセ・メディーナ（Yoervis José Medina, 1988年7月27日 - ）は、ベネズエラ・カラボボ州プエルト・カベージョ出身のプロ野球選手（投手）。右投右打。

## 経歴

### プロ入りとマリナーズ時代
2005年にシアトル・マリナーズと契約。
2006年から2009年までベネズエラン・サマーリーグ・マリナーズでプレー。
2010年からはA-級エバレット・アクアソックス、A級クリントン・ランバーキングス、AAA級タコマ・レイニアーズでプレーした。
2013年、メジャー初昇格を果たし、4月16日のデトロイト・タイガース戦で5番手投手として初登板を果たした。5月14日のニューヨーク・ヤンキース戦で初ホールドを記録。5月26日のテキサス・レンジャーズ戦で初勝利を挙げた。
2014年2月25日にマリナーズと1年契約に合意した。

### カブス時代
2015年5月19日にウェリントン・カスティーヨとのトレードで、シカゴ・カブスへ移籍した。移籍後に傘下のAAA級アイオワ・カブスへ配属され、6月17日にメジャー昇格した。オフの12月17日にブレンダン・ライアンの加入に伴いDFAとなった。

### フィリーズ傘下時代
2015年12月23日にウェイバーを経てピッツバーグ・パイレーツへ移籍したが、2016年1月19日にDFA、29日に40人枠外となった。
その後、2月3日にジェシー・ビドルとのトレードで、フィラデルフィア・フィリーズへ移籍した。開幕後は傘下のルーキー級ガルフ・コーストリーグ・フィリーズで3試合の登板にとどまり、7月3日に自由契約となった。

### フィリーズ退団後
2016年からベネズエラン・ウインターリーグ（リーガ・ベネソラーナ・デ・ベイスボル・プロフェシオナル）で2020年シーズンまでプレーした。
2021年はニカラグアン・ウインターリーグ（リーガ・ニカラグエンセ・デ・ベイスボル・プロフェシオナル）のインディオス・デル・ボーエルでプレーした。
2022年（2022-2023年シーズン）はウインターリーグでプレーしなかったが、2023年はイタリアでプレーした。以降は未所属となっている。

## 詳細情報

### 年度別投手成績
| 年 度    | 球 団    | 登 板 | 先 発 | 完 投 | 完 封 | 無 四 球 | 勝 利 | 敗 戦 | セ 丨 ブ | ホ 丨 ル ド | 勝 率 | 打 者 | 投 球 回 | 被 安 打 | 被 本 塁 打 | 与 四 球 | 敬 遠 | 与 死 球 | 奪 三 振 | 暴 投 | ボ 丨 ク | 失 点 | 自 責 点 | 防 御 率 | W H I P |
| -------- | -------- | ----- | ----- | ----- | ----- | -------- | ----- | ----- | -------- | ----------- | ----- | ----- | -------- | -------- | ----------- | -------- | ----- | -------- | -------- | ----- | -------- | ----- | -------- | -------- | ------- |
| 2013     | SEA      | 63    | 0     | 0     | 0     | 0        | 4     | 6     | 1        | 19          | .400  | 291   | 68.0     | 49       | 5           | 40       | 7     | 4        | 71       | 8     | 0        | 22    | 22       | 2.91     | 1.31    |
| 2014     | SEA      | 66    | 0     | 0     | 0     | 0        | 5     | 3     | 0        | 21          | .625  | 247   | 57.0     | 48       | 3           | 28       | 3     | 5        | 60       | 8     | 0        | 18    | 17       | 2.68     | 1.33    |
| 2015     | SEA      | 12    | 0     | 0     | 0     | 0        | 1     | 0     | 1        | 3           | 1.000 | 54    | 12.0     | 11       | 1           | 7        | 0     | 0        | 9        | 1     | 0        | 5     | 4        | 3.00     | 1.50    |
| 2015     | CHC      | 5     | 0     | 0     | 0     | 0        | 0     | 0     | 0        | 0           | ----  | 43    | 9.0      | 12       | 1           | 4        | 0     | 0        | 7        | 0     | 0        | 7     | 7        | 7.00     | 1.78    |
| '15計    | CHC      | 17    | 0     | 0     | 0     | 0        | 1     | 0     | 1        | 3           | 1.000 | 97    | 21.0     | 23       | 2           | 11       | 0     | 0        | 16       | 1     | 0        | 12    | 11       | 4.71     | 1.62    |
| MLB：3年 | MLB：3年 | 146   | 0     | 0     | 0     | 0        | 10    | 9     | 2        | 43          | .526  | 635   | 146.0    | 120      | 10          | 79       | 10    | 9        | 147      | 17    | 0        | 52    | 50       | 3.08     | 1.36    |

### 背番号
- 31 (2013年 - 2015年途中)
- 33 (2015年途中 - 同年途中)
- 55 (2015年途中 - 同年終了)